# Вампирский засос
«Вампи́рский засо́с» (англ. Vampires Suck, буквально: «Вампиры сосут») — комедийный фильм режиссёров Джейсона Фридберга и Аарона Зельцера, являющийся пародией на фильмы «Сумерки» и «Сумерки. Сага. Новолуние». В США, Канаде и России премьера состоялась 18 августа 2010 года, в Австралии — 26 августа, а в Великобритании 15 октября.

## Сюжет
Бекка Крейн (Дженн Проске) переезжает жить в городок Споркс, в котором живёт её отец, шериф Фрэнк. Девушка поступает в местную школу и быстро заводит дружбу со многими студентами. Но больше всего она заинтригована таинственным Эдвардом Салленом (Мэтт Лантер), с которым она знакомится на уроке биологии. Позже, на автостоянке, один из учеников теряет управление и чуть не врезается в автомобиль Бекки, но Эдвард подставляет под удар Дерека, тем самым спасая Бекку. Студент же тяжело ранен. Эдвард отказывается объяснить Бекке, откуда у него сверхсила, и просит её держаться от него подальше. После долгих раздумий Бекка путает Эдварда с одним из солистов группы «Jonas Brothers», но Эдвард поправляет её и говорит, что он вампир, пьющий только кровь животных. Они влюбляется друг в друга, но Эдвард предупреждает Бекку, что это может быть опасно.
Они решают отпраздновать день рождения Бекки в кругу семьи Эдварда, которые тоже являются вампирами. Открывая подарок, Бекка ранит палец, и семья Эдварда чуть её не убивает. Понимая, что любимая может быть в опасности, Эдвард расстаётся с ней, но перед тем как уйти, спасает её от одного из кочующих вампиров по имени Джек (Чарли Уэбер), отрубив ему голову бейсбольной битой.
Бекка тяжело переживает уход Эдварда. Она пытается его забыть, но всё ей напоминает о нём. Совершенно случайно Бекка узнаёт, что если ей грозит опасность, появляется образ Эдварда. Бекка сближается со своим другом Джейкобом Уайтом, который облегчает её боль по поводу потери Эдварда. На Бекку нападёт ещё один кочующий вампир, но Джейкоб спасёт её, превратившись в чихуахуа и позвав на помощь своих братьев-оборотней. Эдвард переезжает в Бразилию и живёт вместе с Леди Гагой. Узнав от своей сестры Элис, что Бекка якобы погибла, Эдвард решает выйти на солнце во время выпускного бала полностью раздетым, чтобы мощный древний клан Зольтури убил его. Бекка узнает об этом и пытается это предотвратить. Но не успевает, и Эдвард полностью раздевается. Вдруг начинается затмение, и Бекка отталкивает Эдварда в безопасное место. Однако, после драки с лидером Зольтури по имени Даро, Эдвард вынужден сделать Бекку вампиром, чтобы спасти и себе, и ей жизнь. Он превращает её в вампира сразу после того, как она соглашается выйти за него замуж. Фильм заканчивается тем, что девочки-подростки убивают Эдварда с криком «Джейкоб лучше!», но после небольших титров показывают что Эдвард встает, а Бекка уже вампир и бросается на девочек-подростков.

## В ролях
| Актёр                | Роль           |
| -------------------- | -------------- |
| Дженн Проске         | Бекка Крейн    |
| Мэтт Лантер          | Эдвард Саллен  |
| Крис Ригги           | Джейкоб Уайт   |
| Дидрих Бадер         | Фрэнк Крейн    |
| Кен Джонг            | Даро           |
| Аннализе ван дер Пол | Дженнифер      |
| Келси Форд           | Ирис           |
| Джефф Вицке          | доктор Карлтон |
| Криста Флэнаган      | Иден           |
| Ник Эверсман         | Джеремайя      |
| Зейн Хольц           | Алекс          |
| Стефани Фишер        | Розалин        |
| Майкл Хансон         | Рик            |
| Ли Джунхи            | Деррик         |
| Ариэль Кеббел        | Рэйчел         |
| Би Джей Бритт        | Антуан         |
| Чарли Уэбер          | Джек           |
| Майк Мэйхолл         | Николас        |
| Брэдли Доддс         | Сальваторе     |
| Эмили Бробст         | Джун           |
| Ретт Террелл         | Макс           |
| Мэттью Уорзел        | Джон           |
| Хелена Барретт       | Элис           |

## Критика
Фильм получил негативные отзывы кинокритиков. На сайте Rotten Tomatoes фильм имеет рейтинг 4 % на основе 91 рецензии со средним баллом 2,5 из 10. На сайте Metacritic фильм имеет оценку 18 из 100 на основе 17 рецензий критиков, что соответствует статусу «преобладают негативные отзывы».